# Allamps
Allamps település Franciaországban, Meurthe-et-Moselle megyében. Lakosainak száma 501 fő (2022. január 1.). Allamps Barisey-au-Plain, Barisey-la-Côte, Blénod-lès-Toul, Bulligny, Saulxures-lès-Vannes és Vannes-le-Châtel községekkel határos.

## Népesség
A település népességének változása:
| Lakosok száma | 485  | 438  | 515  | 517  | 531  | 523  | 510  | 499  | 500  | 501  |
|               | 1968 | 1982 | 1990 | 2006 | 2013 | 2015 | 2017 | 2019 | 2020 | 2022 |